# Miami Sound Machine
I Miami Sound Machine sono stati un gruppo musicale statunitense attivo negli anni '70 e '80, noto per aver portato al successo la cantante di origini cubane Gloria Estefan.

## Storia del gruppo
Il gruppo, formatosi a Miami (Florida) nel 1975, era capeggiato da Emilio Estefan Jr. (che sposerà Gloria nel 1978 e avrà da lei due figli) e all'inizio era noto come i Miami Latin Boys. Il successo commerciale, però, arrivò con i loro ultimi album: Eyes of Innocence, Primitive Love e Let It Loose. Da essi furono estratti vari singoli di grande successo come i brani dance Conga, Bad Boy, Dr. Beat e la ballata Words Get in the Way.
Nel 1988 il nome del gruppo è stato ufficialmente abbandonato in maniera definitiva, con Gloria Estefan che ha intrapreso la carriera solista con successo. Tuttavia, nei suoi album, i MSM sono ancora il gruppo di supporto della cantante, anche se non vengono accreditati.

## Formazione
- Gloria Estefan (1977-1988) - voce, percussioni
- Emilio Estefan Jr. (1975-1986) - percussioni, fisarmonica
- Enríqué "Kíki" García (1975-1988) - batteria
- Juan Avíla (1977-1986) - basso
- Wesley B. Wright (1979-1986) - chitarra
- Mercí (Navarro) Murcíano (1977-1982; deceduto nel 2007)
- Raul Murcíano (1976-1982) - piano, tastiere
- Fernando Garcia (1979-1981)
- Louis Pérez (1980-1985) - trombone
- Victor Lopez (1980-1986) - tromba
- Roger Fisher (1982-1986) - piano, tastiere
- Gustavo Lézcano (1982-1984; deceduto nel 2014) - armonica
- Betty (Cortés) Wright (1982-1985) - sintetizzatore, cori
- Elena Stracuzzi (1982-1983) - cori
- Leo Víllar (1983) - tromba
- Jim "Sport" Trompeter (1985-1988)
- Rafael Pedílla (1985-1988) - percussioni
- Ed Callé (1985-1987) - sassofono
- Dana Teboe (1985-1986) - trombone
- Randy Barlow (1986-1988) - tromba
- Teddy Mullet (1986-1988) - trombone

## Discografia

### Album
- Renacer (1977)
- Miami Sound Machine: Spanish Version (1978)
- Imported (1979)
- Miami Sound Machine (1980)
- Otra Vez (1981)
- Rio (1982)
- A Toda Maquina (1984)
- Eyes of Innocence (1984)
- Primitive Love (1986)
- Let It Loose (1987, come Gloria Estefan & Miami Sound Machine)